# Saint-Julien-de-Lampon
Saint-Julien-de-Lampon es una comuna francesa situada en el departamento de Dordoña, en la región de Nueva Aquitania.

## Demografía
| 538 | 516 | 522 | 552 | 586 | 576 | 637 |
| Para los censos de 1962 a 1999 la población legal corresponde a la población sin duplicidades (Fuente: INSEE [Consultar]) |     |     |     |     |     |     |